# Ana Lucia Cortez
Ana Lucia Cortez, nogle gange stavet Ana-Lucia Cortez, er en fiktiv person i den amerikanske tv-serie Lost, spillet af Michelle Rodriguez. Hun tiltrådte i anden sæson som en hovedrolle, men havde en kort optræden i første sæsons finaleafsnit "Exodus".

## Baggrund
Hvorvidt hendes navn skal staves "Ana Lucia" eller "Ana-Lucia" har der forelagt megen tvivl om. På den officielle hjemmeside er begge stavemåder brugt, og det menes derfor at kunne staves på begge måder. Hendes navn har i serien aldrig stået synligt på skærmen.

### Personlighed
Ana Lucia fortæller i "Collision" at hun føler sig død indeni; Det kan være årsagen til hun fremstår barsk, kold og kontant. Hun er konsekvent, hvilket blandt andet ses i "The Other 48 Days" hvor hun på mistanke alene smider den forkerte person i et udgravet fangehul. Hun besidder også lederegenskaber – set i samme afsnit – og er betragtet som den singulære årsag til at halepartiets overlevende klarede sig tilstrækkeligt til at blive genforenet med folkene fra midtersektionen.
Hun er hævngerrig og agter at bryde både regler og protokol for at få sin ønskede revanche. Hun udviser også tegn på psykisk ustabilitet, omend der foreligger menneskelig begrundelse herfor.

## Biografi

### Før flystyrtet
Ana Lucia var ansat ved LAPD – politiet i Los Angeles – i vognpatruljeringen, med sin mor som kommissær. Første gang seeren stifter bekendtskab med Ana er hun næsten færdig med en påkrævet pause, efter en traumatisk skudepisode, der kostede Ana hendes ufødte barn. Anas mor agter først at give sin datter skrivebordsopgaver, men Ana overtaler hende til at komme tilbage i patruljering. Hendes første vagt efter genoptræningen stresser Ana i en sådan grad, at hun unødvendigt trækker sin pistol og sigter den mod en civil.
Anas kollegaer finder den mand der skød hende, Jason McCormack, men Ana selv postulerer ikke at kende vedkommende, hvormed han løslades. På egen hånd opsøger hun Jason og skyder ham koldblodigt flere gange i maven.
En tid herefter møder Ana Christian. Impulsivt rejser de sammen til Sydney, hvor Christian agter at besøge sin "anden familie." Senere skal denne anden familie vise sig at være at Claires. På vej tilbage til USA flirter hun med Jack i lufthavnen, og de lover hinanden at få en drink senere på hjemturen.

### Efter flystyrtet
Ana Lucia befinder sig i tidspunktet for styrtet i flyets haleparti, der lander i vandet nær en strand fjernt fra den midtersektionen lander på. Ana er blandt den minoritet, der har overskud til at redde op til flere nærtdruknede mennesker. Hun stifter bekendtskab med den nigerianske præst Mr. Eko og den påståede kliniske psykolog Libby. Allerede de første nætter på øen kidnapper The Others op til flere fra Anas flok.
Efter adskillige dage uden tegn fra redningsfolk opgiver halepartiets overlevende at vedligeholde signalbålet og dragere længere ind på øen, for at undgå The Others. Nathan beskyldes for at være den der har infiltreret halepartietiflokken, og Ana udgraver i samarbejde med Libby et fangehul, og smider ham derned, indtil han vil tale. Dage senere lukker Goodwin ham ud om natten, men brækker nakken på ham netop som han skulle til at løbe væk. Ana opdager Goodwins forræderi og slår ham ihjel.

#### Sæson 2
Halepartiets overlevende finder Jin og binder ham til et træ. Han slipper fri og alarmerer Sawyer og Michael der netop der drænet i land på resterne af tømmerflåden, men intet kan de nå at gøre før Mr. Eko slår alle tre bevidstløse. Halepartiets overlevende smider de tre i fangehullet.
Ana Lucia bliver på eget ønske smidt ned i hullet, for at undersøge deres fanger nærmere. Hun stjæler Sawyers pistol og bliver trukket op igen, efter at have hørt deres forklaringer. I samråd med sine allierede vælger de at tro på de tres historie, og bringer dem med tilbage til deres egentlige opholdssted.
Da de finder Jin, Sawyer og Michael kan de omsider forenes med midtersektion.
Ana Lucia følger alarmeret lyden af hviskende stemmer, trækker sin pistol og skyder Shannon. Sayid der akkompagnerede Shannon bindes i desperation fast til et træ, hen til engang på eftermiddagen. Inden forlader Anas venner hende og drager til midtersektionens lejr, mens Ana og Sayid holder en dyb samtale. Sayid frigøres og Ana modtages af Jack. Ana sætter sit telt op i en midtersektionens lejr, men deltager ikke ved Shannons begravelse, på trods af forsikringer om at størstedelen ved det ikke var Anas intention at dræbe Shannon.
Ana bruger meget tid sammen med Jack, der efter mødet med Tom spørger hvor lang tid det til tage at træne en hær.
Da Locke en morgen forhører sig om hun vil snakke med en mand han har i stationen, og som han ikke har lyst til skal være der, inviteres Ana derned for at afhøre Henry Gale. Gale holder fast på den historie han også fortalte Sayid: At han styrtede ned i en luftballon og oprindeligt var fra Minnesota.
Hun er med på den ekspedition der skal opklare Bens alibi.
Michael vender tilbage til stationen, og Ana beder ham gøre en ende på Ben og giver ham pistolen. Men uventet dræbes hun af sit eget våben.

## Fodnoter
1. ↑  Iflg. engelske Wikipedia
2. ↑  "Par Avion"